# 1. Klasse Köln-Aachen
Die 1. Klasse Köln-Aachen war die zweitklassige Fußballliga im 1941 neu gebildeten Sportgau Köln-Aachen in der Zeit des Nationalsozialismus. Sie diente als Unterbau der Gauliga Köln-Aachen. Die Staffelsieger der 1. Klasse trafen in einer Aufstiegsrunde aufeinander, um die zwei Aufsteiger zur erstklassigen Gauliga Köln-Aachen zu ermitteln.

## Geschichte
1941 wurde der Sportgau Mittelrhein kriegsbedingt in die zwei gebietsmäßig kleineren Einheiten Köln-Aachen und Moselland aufgeteilt. Vereine aus den Bereichen Aachen, Bonn und Köln spielten fortan im erstgenannten Gau. Als zweite Stufe unterhalb der Gauliga wurde die 1. Klasse Köln-Aachen eingeführt. Die 1. Klasse startete 1941/42 in den drei Staffeln Aachen, Bonn-Sieg und Köln, wobei der Bereich Bonn nochmals unterteilt war. Die drei Staffelmeister trafen dann in einer Aufstiegsrunde aufeinander, um die beiden Aufsteiger zur Gauliga auszuspielen. Zur Spielzeit 1943/44 wurden die Staffeln Bonn und Köln zusammengelegt, da es im Bereich Bonn kaum noch spielfähige Mannschaften gab (im Bereich Bonn gab es bereits 1942/43 keine 2. Klasse mehr). Diese wurden in zwei Staffeln ausgetragen, so dass es weiterhin drei Qualifikanten für die Aufstiegsrunde gab. Im August 1944 wurde der Spielbetrieb im Gau komplett eingestellt.

## Spielzeiten der 1. Klasse Köln-Aachen 1941–1944
Fettgedruckte Mannschaften setzten sich in der Aufstiegsrunde durch und stiegen zur kommenden Spielzeit in die erstklassige Gauliga auf.
| Saison  | Sieger Staffel Aachen | Sieger Staffel Köln        | Sieger Staffel Bonn-Sieg    |
| ------- | --------------------- | -------------------------- | --------------------------- |
| 1941/42 | Alemannia Aachen      | SSV Vingst 05              | LSV Bonn                    |
| 1942/43 | Kohlscheider BC       | Bayenthaler SV             | KSG TuRa/Post-SV Bonn       |
| Saison  | Sieger Staffel Aachen | Sieger Staffel Köln-Bonn I | Sieger Staffel Köln-Bonn II |
| 1943/44 | Alemannia Mariadorf   | Sportfreunde Düren         | VfL Poll                    |